# ヘブライ・ユニオン・カレッジ
ヘブライ・ユニオン・カレッジ・ユダヤ人宗教研究所（Hebrew Union College-Jewish Institute of Religion, ヘブライ語：'ההיברו יוניון קולג, 略称：HUC, HUC-JIR）はアメリカ合衆国のラビ、ハッザーン、またコミュニティーにおける職業者を養成するユダヤ教改革派の神学校。
1875年、ボヘミア出身のラビ・アイザック・メイアー・ワイズによってオハイオ州シンシナティに創設された。
1950年、第二のキャンパスがニューヨーク市にもとのユダヤ人宗教研究所 Jewish Institute of Religion （ワイズが1920年に創設）と合併する形で創設された。
1954年に補助的なキャンパスがロサンゼルスに、1963年にはエルサレムに創設された。